# Orca-Becken
Koordinaten: 26° 56′ 46″ N, 91° 20′ 44″ W

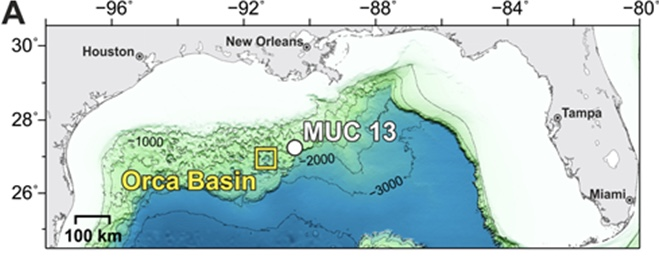
Lage des Orca-Beckens im Golf von Mexiko (Details)

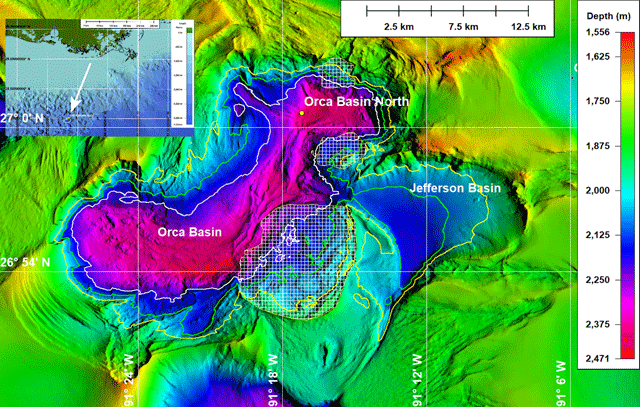
Übersichtskarte des Orca-Beckens. Das Inset oben links zeigt die Lage am Kontinentalhang von Louisiana. Gelbe Linie: 2.000-m-Isokline; grüne und weiße Linie: 2.100-m- bzw. 2.200-m-Isokline. Die weiß schraffierten Bereiche zeigen das Ausmaß der Salzablagerung.

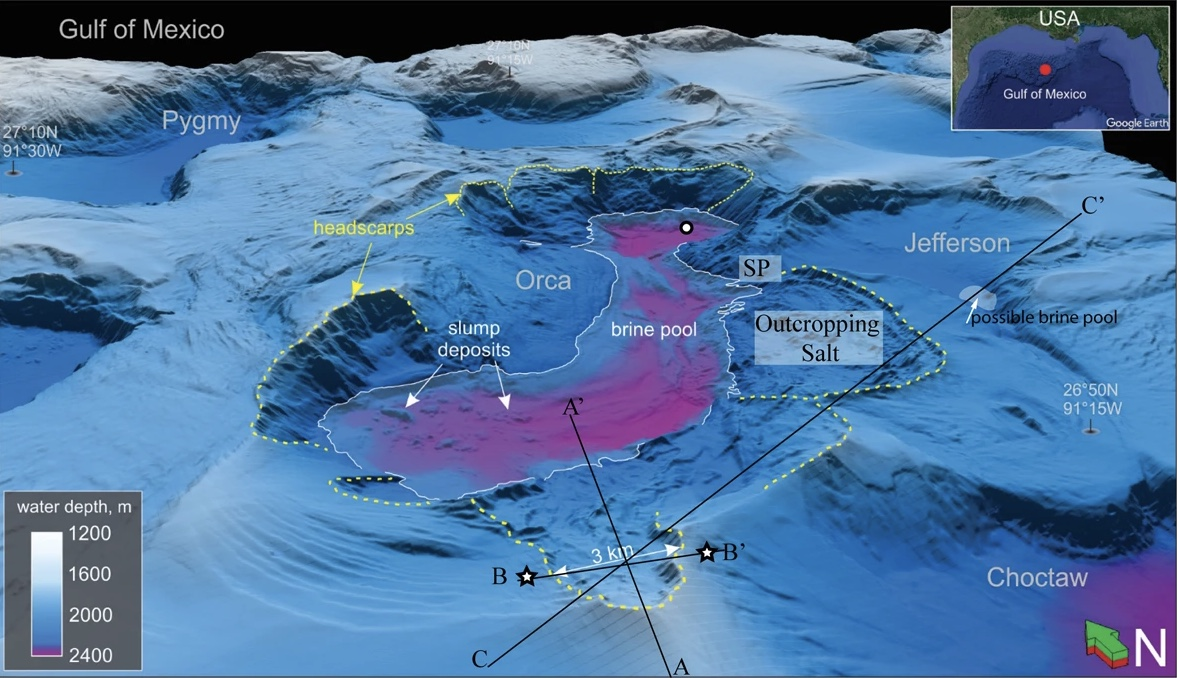
Panoramadarstellung des Orca-Beckens.

Das Orca-Becken, ein im nördlichen Golf von Mexiko liegendes Tiefseebecken, ist das größte bekannte Meeresboden-Solebecken der Welt.

## Geographie und Entdeckung
Das Orca-Becken ist ein mittelsteil abfallendes und geschichtetes Tiefseebecken, das etwa 300 km südwestlich der Mündung des Mississippi am Kontinentalhang von Louisiana liegt.
Das in den frühen 1960er Jahren von Shell entdeckte und 1973 sowie im November 1975 auf Expeditionen des Forschungsschiffs R. V. Gyre  erstmals erforschte Becken ist einzigartig in diesem Gebiet, da es ein großes Unterwasser-Solebecken mit einer anoxischen Salzsole enthält. Das Becken ist (ellen-)bogenförmig, etwa 25 km lang und 6 km breit und besteht aus zwei Teilbecken, getrennt durch einen dazwischenliegenden Sattel. Es hat eine Fläche von ca. 123 km2, liegt 2.400 m unter der Meeresoberfläche und ist selbst bis zu 220 m tief. Es hat ein Volumen von 13,3 km3 und ist somit das größte bekannte Meeresboden-Solebecken der Welt (Stand Februar 2016).

## Salzgehalt
Der hohe Salzgehalt im Wasser des Orca-Beckens ist das Ergebnis einer Auflösung von etwa 3,62 Milliarden Tonnen des darunter liegenden Louann-Salzes aus dem Jura. Das Becken verdankt seine Form der fortschreitenden Salztektonik (Halokinese) und ist von Salzdiapiren umgeben.

## Gashydrat
In einer Reihe von Bohrkernen wurden Gashydrate (Methanclathrat) nachgewiesen, die während des Tiefseebohrprogramms (englisch Deep Sea Drilling Project, DSDP) im Orca-Becken gesammelt wurden. Die Bohrkerne wurden aus einer Wassertiefe von 2412 m von den Bohrlöchern 618 und 618A geborgen, wobei der erste Nachweis von Gashydrat in Bohrloch 618 erfolgte. Hydrate wurden auch im oberen Abschnitt von Bohrkern 618-4 im Bereich von 26 m unter dem Meeresboden in grauem Schlamm beobachtet und bestanden aus weißen Kristallen mit einem Durchmesser von einigen Millimetern. In Bohrloch 618A wurden Gashydrate sowohl in den Kernen 618A-2 als auch 618-3 im Bereich von 19-37 m unter dem Meeresboden beobachtet, wobei die Hydrate bei 618A-3 im gesamten Kern verteilt waren. Die Hydrate hatten einen Durchmesser von einigen bis möglicherweise zehn Millimetern und waren weiß.
Die vorgefundenen geringen δ13C-Werte deuten auf einen biogenen Ursprung der Hydrate hin. Es wurde auch festgestellt, dass einige der Hydrate offenbar in den Sandschichten der Bohrkerne vorkamen. Im Gegensatz zu anderen Gashydratvorkommen im Golf von Mexiko wurde das Gashydrat innerhalb des Beckens und nicht an seinem zerklüfteten und verformten Rand gefunden. Außerdem wurde festgestellt, dass die Tiefe des Gashydratvorkommens mit dem Vorhandensein von schwarzem organischem und/oder pyrithaltigem Schlamm übereinstimmt.

## Bedeutung des Orca-Beckens als Studienstandort

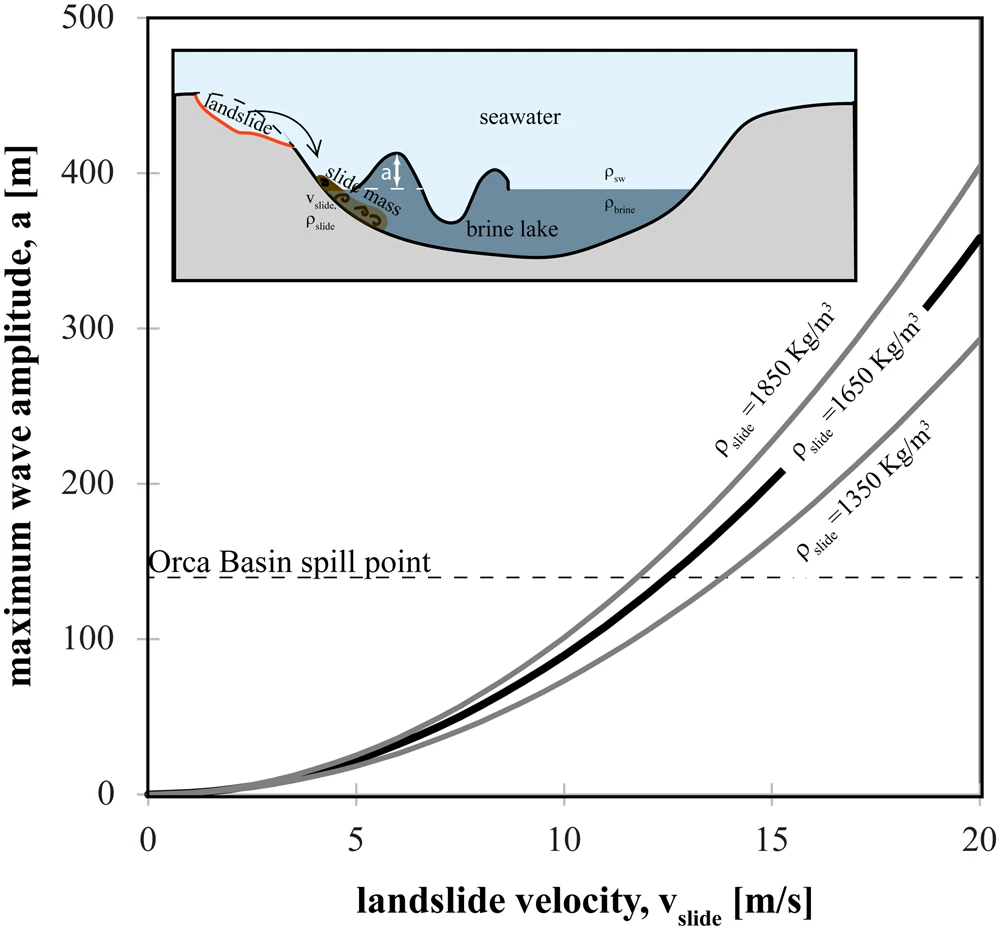
Vorhersage der maximalen Wellenamplitude, die durch den Aufprall von Erdrutschen in einem hypersalinen Solebecken mit einer Soledichte von 1212 kg/m^{3} im Orca-Becken erzeugt wird, in Abh. von der Geschwindigkeit des Erdrutschs, für drei Werte der Erdrutschdichte (ρ_{slide})

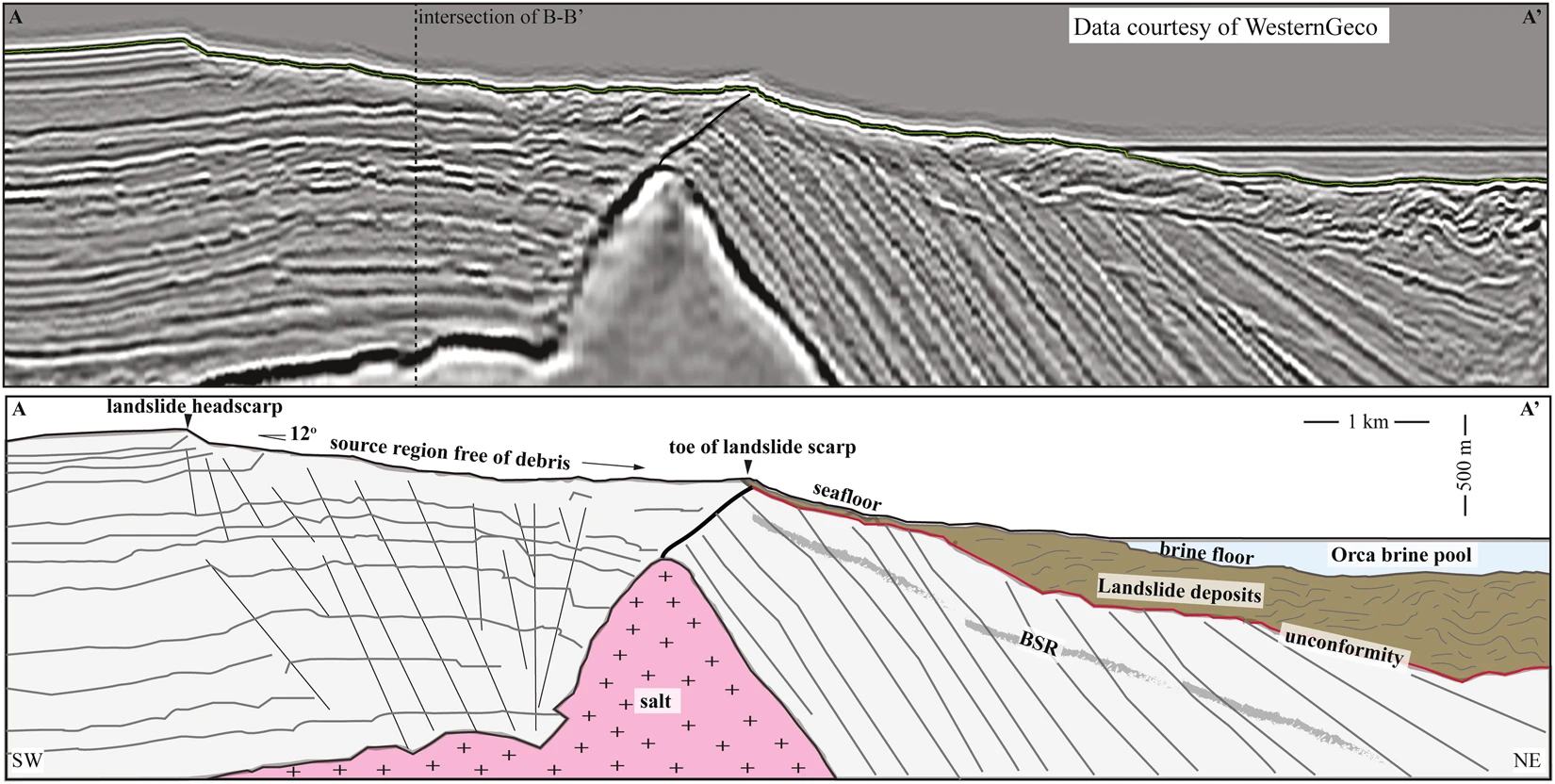
oben: Seismisches Profil durch das Gebiet des submarinen Erdrutschs am Orca-Becken.
unten: Schemazeichnung.

Das Orca-Becken ist wichtig für das Verständnis der glazialen und deglazialen Veränderungen, einschließlich der Geschichte der Schmelzwasserströme des Laurentidischen Eisschilds, die sich auf Nordamerika und den Golf von Mexiko ausgewirkt haben.
Die Sedimente, die das Orca-Becken füllen, enthalten eine wichtige Aufzeichnung der Paläoumwelt und der Paläo-Ozeanologie des Kontinentalhangs von Louisiana südlich des Mississippi-Deltas für mindestens die letzten 25.000 Jahre. Aufgrund der Lage des Beckens wurden im Sediment auch die Auswirkungen und die Chronologie der Schmelzwasserfluten aufgezeichnet, die während des letzten Deglazials den Mississippi hinunter in den Golf von Mexiko flossen; darunter planktonische Foraminiferen, stabile Isotopenverhältnisse, Veränderungen der Sedimenttextur (Korngröße) und Veränderungen bei den  Nannofossilien.
Darüber hinaus gab es die einzige dokumentierte Gashydratgewinnung im Golf von Mexiko aus einer Tiefe von mehr als 20 m unter dem Meeresboden im Orca-Becken an der DSDP-Stelle 618.
Die Gewinnung von biogenem Methanhydrat aus dem Orca-Becken ist auch wegen des hohen Salzgehalts von Bedeutung, der an der Sediment-Wasser-Grenzfläche fast fünfmal so hoch ist wie im Roten Meer (mit Salzgehalten von 240–260 PSU). Die gefundenen Werte nahmen mit zunehmender Tiefe rasch ab, bis sie ab etwa 30 m unter dem Meeresboden konstant wurden (dann 48–56 PSU).
Die an beiden Stellen des Orca-Beckens gefundenen Hydrate lagen in Tiefen von 26–37 m unter dem Meeresboden und gelten als physikalischer Beweis für den gesunkenen Salzgehalt.
Das Orca-Becken bietet ein ideales Umfeld, um den Verbleib von organischen Stoffen, Nährstoffen und Metallen zu untersuchen.
Die Analyse des Verbrauchs oder der Produktion von gelösten Stoffen gibt Aufschluss darüber, wie sich diese Stoffe mit dem Meerwasser vermischen.
In einer Tiefe von 2.220 m bis 2.245 m spiegelt die Verteilung von Ammonium die konservative Vermischung dieses Stoffes mit dem Meerwasser wider. In einer Tiefe von 2200 m ist die Denitrifikation stark eingeschränkt, da es am dafür nötigen Nitrat fehlt. Umgekehrt sind dort Mangan- und Eisenoxide stärker vorhanden, was zu einer stärkeren Präsenz von eisen- und manganreduzierenden Bakterien führt.
Ganz allgemein bedingt die unterschiedliche Präsenz von Stoffen in den verschiedenen Tiefen des Orca-Beckens, welche heterotrophen Populationen jeweils vorhanden sind.
Unterhalb einer Tiefe von 2.225 Metern ist vermehrt gelöstes Sulfid nachweisbar, was darauf hindeutet, dass dort die bakterielle Sulfatreduktion die wichtigste Methode zum Abbau organischer Stoffe ist.